# Legszebb amerikai költemények (könyvsorozat)
A Legszebb amerikai költemények  (The Best American Poetry)  egy 75 versből álló kötet, mely David Lehman amerikai költő és szerkesztő kezdeményezésére jött létre 1988-ban. Az amerikai irodalmi magazinokban megjelenő költemények közül válogatják ki minden évben a legkiválóbbakat. A kötet főszerkesztője Lehman, aki a kortárs költészethez szokott írni előszót. Emellett minden évben egy vendég szerkesztőt is bevonnak a válogatásba, aki majd az előszót írja meg. A legelső sorozat címe angolul: "The Best American Poetry 1988".
Az Academy of American Poets (Amerikai Költők Akadémiája) honlapja szerint ez a verseskötet a legnépszerűbb továbbra is az Amerikai Egyesült Államokban.
Kiadásra került az első évtized tömörített változata The Best of the Best American Poetry 1988-1997 címmel, melybe a kötetekből kiválasztott legjobb 75 költeményt választotta ki Harold Bloom kritikus.

## Lásd még
- Az USA irodalmi díjainak listája
- Irodalmi díjak listája

## Külső hivatkozások
- A díj hivatalos honlapja.